# Ołeksandr Jakymenko (piłkarz)
Ołeksandr Wałerijowycz Jakymenko, ukr. Олександр Валерійович Якименко (ur. 5 września 1988 roku w Odessie) – ukraiński piłkarz, grający na pozycji napastnika.

## Kariera piłkarska

### Kariera klubowa
Wychowanek SDJuSzOR Czornomoreć Odessa, barwy którego bronił w juniorskich mistrzostwach Ukrainy (DJuFL). Pierwszy trener – Wiktor Holikow. W 2006 rozpoczął karierę piłkarską najpierw w drużynie rezerw Czornomorca Odessa, a 22 sierpnia 2009 debiutował w Premier-lidze. 25 lutego 2011 został wypożyczony do farm-klubu Dnister Owidiopol. Od lata bronił barw drugiej drużyny Czornomorca. Podczas przerwy zimowej sezonu 2011/12 wyjechał do Kazachstanu, gdzie został piłkarzem Okżetpesu Kokczetaw. W lipcu 2012 zasilił skład Bukowyny Czerniowce.

### Kariera reprezentacyjna
9 października 2009 debiutował w młodzieżowej reprezentacji Ukrainy w meczu kwalifikacyjnym z Belgią, zremisowanym 1:1.